# Tandonia piriniana
Tandonia piriniana is een slakkensoort uit de familie van de Milacidae. De wetenschappelijke naam van de soort is voor het eerst geldig gepubliceerd in 1983 door Wiktor.